# Matthieu Ugena
Pas d'image ? Cliquez ici

a Compétitions nationales et continentales officielles uniquement.

b Matchs officiels uniquement.
Dernière mise à jour le 27 mars 2025.
Matthieu Ugena, né le 25 juillet 1995 à Senlis, est un joueur français de rugby à XV évoluant au poste de troisième ligne aile.

## Carrière

### Formation
Matthieu Ugena commence le rugby dans sa ville d'origine au RC Noisy-le-Grand.
En 2008, il rejoint le centre de formation du Stade français Paris.

### En club
Matthieu Ugena lance sa carrière professionnelle lors de la saison 2014-2015 en Top 14. Il joue son premier match professionnel lors de la première journée de championnat face au Castres olympique.
Durant ses quatre saisons dans la capitale, il a eu un statut de remplaçant en jouant seulement 24 matchs de Top 14 et 11 matches de Coupe d'Europe.
Il est licencié par le club parisien en juin 2018.
Matthieu Ugena s'engage libre de tout contrat avec la Section paloise en septembre 2018. En mars 2019, il prolonge son contrat jusqu'en 2022.
Après deux saisons au sein du club béarnais, il a joué 10 matchs de Top 14 et 4 matches de Coupe d'Europe. Lors de sa troisième saison dans le Béarn, il dispute 12 matchs de Top 14 et 2 matches de Challenge européen. En fin de contrat à l'issue de la saison, il quitte le club palois.
Sa signature à l'USA Perpignan pour trois saisons est annoncée le 9 juillet 2021. Pour sa première saison en Catalogne, il dispute 14 matchs de Top 14 et 3 matches de Challenge européen.
Le 25 juillet 2022, jour de son anniversaire, il se blesse lors d'un stage de pré saison avec l'USAP et souffre d'une rupture des ligaments croisés du genou droit. Il manque l'intégralité de la saison 2022-2023. 
Il fait son retour à la compétition le 21 janvier 2024 en Challenge Cup face aux Newcastle Falcons en entrant en jeu à la 58e minute. Il s'agit de l'unique match qu'il joue cette saison. Il n'est pas conservé en juin 2024, et quitte le club.

## En équipe nationale
Mathieu Ugena a connu toutes les équipes de France jeunes des moins de 17 ans au moins de 20 ans.
En juin 2015, il est sélectionné pour le championnat du monde des moins de 20 ans avec l'équipe de France.

## Palmarès
- Vainqueur du Championnat de France en 2015 avec le Stade français Paris.